# José Elgarresta
José Elgarresta (Madrid, 1945) es un poeta, novelista y crítico español, economista y abogado. 

## Biografía
Nacido en Madrid en 1945, José Elgarresta es autor de una extensa obra de poesía, habiendo escrito también obras de narrativa y ensayos. Aunque es de sobra conocido en España, su poesía ha sido publicada en el extranjero, teniendo mucha repercusión en Estados Unidos, donde figuró en la Anthology of Magazine Verse and Yearbook of American Poetry de 1988, o en Argentina, donde fueron reeditados varios de sus libros.En 1993 le fue concedido el premio "Europa" en Pisa (Italia) por el conjunto de su obra y en 2011 el premio de la Asociación de Editores de Poesía de España al mejor poemario publicado en dicho año. Es Licenciado en Economía de la Empresa  y Derecho por la Universidad de Comillas (ICADE E3) y pertenece al Cuerpo de Técnicos del Ministerio de Hacienda. Ha publicado junto a otros dos funcionarios un manual sobre impuestos titulado "Estudio del I.G.T.E. y de los impuestos especiales por actividades económicas"

## Libros de poesía
- Monólogos. Libros Dante, 1977. Madrid. ISBN 84-400-3790-2
- Grito y piedra. Ed. Sala, 1979. Madrid. ISBN 84-358-0113-6
- Raíces en la niebla. Ed. Carlos Carballo, 1980. ISBN 84-85794-04-4
- Párpado y hierba. Ed. Antrophos, 1982. Madrid. ISBN 84-85887-11-5
- La peligrosa ternura Ed. Angel Caffarena. Málaga, 1987. ISBN 84-78869-12-3
- Fugas. Ed. Libertarias, 1990. Madrid. ISBN 84-87095-56-9
- El rey. Ed. Rialp. Colección Adonais, 1991. ISBN 84-321-2788-4. 2ª ed. Libros de Tierra Firme, Buenos Aires, 1995.
- Tierra de nadie. Ed. Libertarias, 1995. Madrid. ISBN 84-7954-265-9
- Poemas porteños. Ed. Tierra Firme, 1995. Argentina (Buenos Aires).
- Confesiones de un ventrílocuo. Ediciones Vitruvio, 1997. Madrid. ISBN 84-921151-9-X
- Poemas a pesar de mi mismo. Ed. Vitruvio, 1998. Madrid. ISBN 84-89795-14-2
- Poesía (1975-2000). Ed. Vitruvio, 2000. 2ª ed, 2010. Madrid. ISBN 84-89795-26-6
- Derecho de asilo. Ed. Vitruvio, 2004. Madrid. ISBN 84-96312-04-6
- Lo que no somos. Ed. Fundación Galatas. Madrid, 2006. ISBN 84-609-2557-9
- El sacerdote Invierno. Ed. Vitruvio, 2009. Madrid. ISBN 978-84-96830-95-0
- Escritos de la zona oscura. Ediciones Vitruvio, 2011. Premio de la Asociación de Editores de Poesía, 2011. ISBN 978-84-15233-31-2
- "Instantáneas de un rostro infinito". Alacena Roja edición digital y en papel, 2012. ISBN 978-14-97475-30-4
- "Monólogos". Ed. bilingüe español-inglés. Alacena Roja edición digital, 2013
- "Cazzoas" Alacena Roja, 2013 ISBN 1492704261
- El mar es un corazón salvaje. Ed. Vitruvio. 2014. Madrid. ISBN 978-84-942231-2-9
- " Solo los dioses nunca duermen ". Ed. Vitruvio. 2015. Madrid. ISBN 978-84-944541-4-1
- " En el corazón del aire". Ed. Vitruvio. 2017. Madrid. ISBN 978-84-946932-4-3
- " Monólogos/Monologues". Ed. bilingüe español-inglés. Alacena Roja 2018. Edición digital y en papel. ISBN 978-17-22999-19-3
- "Cazzoas. Las fuentes de la luz. Cuadernos del frente." Ed. Victoria Díaz Corralejo. 2019. Edición digital y en papel. ISBN-13: 978-1077869325
- "Cazzoas, el griego". Ed. Adrián Naranjo. 2022. Edición digital y en papel. ISBN: 979-83-64071-91-0
- "Ayer es mañana". Ed. Vitruvio. 2023 Madrid.ISBN 978-84-127938-0-2

## Libros de narrativa
- El suplantador de personalidades y otros cuentos. Ed. de Participación. 1979. ISBN 84-300-1223-0
- El país de ninguna parte y otros cuentos. Ed. Orígenes, 1984. ISBN 84-85563-28-X
- Luz en la niebla. Ed. Rialp, 1991. (Novela infantil) ISBN 84-321-2818-X
- Cuentos ejemplares. Ed. Sial, 2004. ISBN  84-95498-81-2
- Cutrelandia. La república de las letras. Ed. Sial, 2005. ISBN 84-96464-05-9
- Cutrelandia II. El diario del sepulturero. Ed. Sial, 2005. ISBN 84-96464-41-4
- Cuentos ácidos. Ed. Sial, 2006. ISBN 84-96464-20-2
- El cazador de sueños. Ediciones Vitruvio, 2025.
- "Estudio del I.G.T.E. y de los impuestos especiales". ISBN 84-7398-321-1.Ed. Civitas. 1985